# Episodi di Da Vinci's Demons (prima stagione)
La prima stagione della serie televisiva Da Vinci's Demons, composta da otto episodi, è stata trasmessa dal canale statunitense via cavo Starz dal 12 aprile al 7 giugno 2013.
In Italia, la stagione è andata in onda in prima visione sul canale satellitare Fox dal 22 aprile al 10 giugno 2013.
Il cast principale di questa stagione è formato da Tom Riley, Laura Haddock, Blake Ritson, Elliot Cowan, Lara Pulver, Gregg Chillin, Hera Hilmar, Eros Vlahos, James Faulkner, David Schofield, Alexander Siddig, Tom Bateman, Allan Corduner, Michael Elwyn, Michael Culkin, Nick Dunning, Elliot Levey, Paul Rhys, Shaun Parkes, Vincent Riotta.
| nº | Titolo originale | Titolo italiano | Prima TV USA   | Prima TV Italia |
| -- | ---------------- | --------------- | -------------- | --------------- |
| 1  | The Hanged Man   | L'Appeso        | 12 aprile 2013 | 22 aprile 2013  |
| 2  | The Serpent      | Il serpente     | 19 aprile 2013 | 29 aprile 2013  |
| 3  | The Prisoner     | Il prigioniero  | 26 aprile 2013 | 6 maggio 2013   |
| 4  | The Magician     | Il mago         | 3 maggio 2013  | 13 maggio 2013  |
| 5  | The Tower        | La Torre        | 10 maggio 2013 | 20 maggio 2013  |
| 6  | The Devil        | Il Diavolo      | 17 maggio 2013 | 27 maggio 2013  |
| 7  | The Hierophant   | Il Papa         | 31 maggio 2013 | 3 giugno 2013   |
| 8  | The Lovers       | Gli Amanti      | 7 giugno 2013  | 10 giugno 2013  |

## L'Appeso
- Titolo originale: The Hanged Man
- Diretto da: David S. Goyer
- Scritto da: David S. Goyer

### Trama
Il Duca di Milano, Galeazzo Maria Sforza, viene assassinato e i Medici di Firenze temono che il Papa a capo dello Stato Pontificio ne possa approfittare per avanzare verso il nord della penisola italiana. Leonardo Da Vinci è un attraente e brillante artista, nonché inventore e ingegnere, aiutato dai suoi amici Vanessa, ex suora, e il giovane Nico. Leonardo confida a Vanessa di essere in grado di riprodurre alla perfezione qualsiasi immagine riesca a vedere, seppure per una piccola frazione di secondo. L'unica cosa che non riusciva in ogni modo a ricordare era il volto di sua madre, la quale era sparita quando lui era ancora soltanto un bambino. I fratelli de Medici, Lorenzo e Giuliano, sono preoccupati dall'assassinio del Duca di Milano e dal fatto che questo possa compromettere l'equilibrio dei poteri in Italia. A tale riguardo, per rafforzare il legame con il proprio popolo decidono di organizzare un carnevale in occasione dell'imminente Pasqua. Il Papa Sisto IV viene informato dal nipote, il conte Girolamo Riario, e dal cardinale Lupo Mercuri del momento favorevole per potersi impadronire di Firenze. Lupo rivela inoltre della presenza del "Turco" nel capoluogo toscano al quale è collegato un misterioso manoscritto, il Libro delle Lamine. Grazie al suo progetto della "Colombina", l'attrazione principale del carnevale, Leonardo riesce ad essere assunto da Gentile Becchi, precettore dei fratelli Medici, e lo stesso Giuliano, dando lustro alla bottega di Andrea Verrocchio di cui faceva parte. Leonardo e Nico incontrano Piero da Vinci, padre di Leonardo con il quale da sempre aveva avuto un rapporto molto difficile. Piero era notaio al servizio di Lorenzo de Medici, di cui Leonardo fa conoscenza insieme alla sua amante, la nobile Lucrezia Donati. In seguito raggiungono in una bettola della città il meticcio Zoroastro, molto amico di entrambi, che svela a Leonardo la carta dei tarocchi detta "L'Appeso", indice di una sospensione tra la vita e la morte il che porta a una rivelazione illuminante. Da Vinci capisce in tal modo che per poter portare avanti le proprie ricerche aveva bisogno che si dimostrassero utili alla difesa di Firenze, proponendosi come ingegnere militare. Un gruppo di guardie dei Medici, con a capo Nazzareno Dragonetti, arresta un uomo di origine turche all'interno della taverna. Leonardo interviene in difesa del Turco, sbaragliando le guardie grazie alla sua abilità nell'uso della spada. Il Turco dà appuntamento a Leonardo prima del suo ritorno a Costantinopoli. Da Vinci viene però catturato dagli uomini di Dragonetti e, portato in una segreta, viene a un duro confronto con suo padre Piero, rimarcando l'astio tra i due, prima di essere picchiato dalle guardie. Il giorno dopo, Leonardo, Zoroastro e Nico assistono all'impiccagione in piazza di un ebreo. Le parole dette prima di morire dall'uomo sono molto simili a quelle dettegli dal Turco la sera prima, tanto da spingere Leonardo ad incontrarlo nella locanda in cui alloggiava. Il Turco gli rivela che lui, come l'ebreo, erano discendenti di un popolo antichissimo chiamato "Figli di Mitra", la cui sconfinata conoscenza della vita era raccolto nel Libro delle Lamine. L'ebreo aveva tentato di risalire ad alcuni indizi in grado di rivelargli l'ubicazione del libro prima di venire catturato e ucciso. Un ex Figlio di Mitra, Lupo Mercuri, custodiva all'interno degli Archivi Vaticani informazioni riguardanti il libro, in modo da nasconderne i contenuti. Gli rivela inoltre che la madre era una serva portata in Italia da Costantinopoli contro la sua volontà, ricordandogli di un incidente avvenuto durante la sua infanzia in cui Leonardo fece ritorno da una grotta sotterranea imbrattato di sangue che non era il suo. Essendo stato commissionato dai Medici per il ritratto di Lucrezia Donati, Leonardo ha l'opportunità di mostrare a Lorenzo i progetti della sua ingegneria militare, come una spingarda a canne multiple e la macchina volante, catturandone l'attenzione e la promessa di un compenso in caso di successo nella loro costruzione. Il carnevale si svolge tra il tripudio nella folla nell'ammirare la Colombina di Leonardo, mentre quest'ultimo e Lucrezia Donati si abbandonano ai piaceri sessuali. La notizia che Leonardo è stato assunto come ingegnere militare dei Medici giunge però ben presto alle orecchie di Sisto IV e del conte Riario, nonché del fatto che lo stesso Da Vinci è alla ricerca del Libro delle Lamine. Lucrezia Donati è infatti una spia dello Stato Pontificio inviata a Firenze.
- Guest star: Hugh Bonneville[3], Ken Bones, Ted Allpress, Mathew David, Harry Attwell, Iain Mitchell, Mark Sumner, Matthew Tennyson, Jordan Bernsrde, Roger Evans, Ian Pirie, Christopher Elson, Tim Faraday, Grant Stimpson, David Mounfield, John Weldon, Nicholas Rowe.
- Ascolti USA: telespettatori 1.042.000 – rating 18-49 anni 0,4%[4]

## Il serpente
- Titolo originale: The Serpent
- Diretto da: David S. Goyer
- Scritto da: David S. Goyer e Scott M. Gimple

### Trama
Seguendo il suggerimento del Turco, Zoroastro, Vanessa e Nico procurano il cadavere dell'ebreo impiccato a Leonardo. Da Vinci rinviene all'interno del suo stomaco una strana chiave che avrebbe potuto avere qualche collegamento con il Libro delle Lamine. Durante la raffigurazione del ritratto di Lucrezia, Da Vinci rinviene all'interno della residenza dei Medici una piccola statua legata al Turco e al suo racconto sul libro, scoprendo dalla donna che l'ebreo era stato arrestato dopo essere scappato da una biblioteca. Davanti agli occhi dei fratelli Medici, del loro precettore Becchi e il comandante Quattrone, Leonardo decide di dare dimostrazione della sua spingarda a canne multiple. L'arma si rivela però un flop, portando Lorenzo alla decisione di concedere un'altra settimana a Da Vinci per rimediare al danno. Nel frattempo, Nico viene arrestato dalle guardie le quali avevano scoperto come lui fosse uno dei profanatori della tomba dell'ebreo. Il ragazzo viene portato al cospetto di Girolamo Riario, venendo torturato da quest'ultimo per scoprire cosa desiderasse Da Vinci dal corpo dell'ebreo. Nico, reso allo stremo, non può fare altro che svelargli della chiave contenuta nello stomaco dell'uomo. La bottega di Verrocchio viene così messa a soqquadro dagli uomini di Riario alla ricerca della chiave, ma Nico riesce a farli scappare sfruttando una delle tante trappole costruite da Leonardo. Riario, rifugiato insieme a Lupo Mercuri in una radura nascosta fuori Firenze, si incontra con Lucrezia per ordinarle di sorvegliare oltre a Lorenzo anche Da Vinci, in modo che li portasse al ritrovamento del Libro delle Lamine. Il coinvolgimento di Roma all'interno degli affari di Firenze manda su tutte le furie Lorenzo, che dà l'ultimatum a Leonardo per la costruzione della spingarda. Quest'ultimo però è sempre più ossessionato dal libro e dai Figli di Mitra, intuendo che la chiave in suo possesso altro non era che una metà, e che doveva esistere da qualche parte una seconda chiave per la risoluzione del mistero. Da un barbone che era stato testimone della notte in cui l'ebreo era stato catturato, Leonardo capisce che l'uomo, oltre alla chiave, tentava di nascondere un altro oggetto: un libro, cercando di farlo confondere all'interno della biblioteca insieme agli altri manoscritti. Da Vinci e i suoi amici ritrovano il libro scritto in lingua ebraica, sfuggendo successivamente agli uomini di Riario che desideravano impadronirsene. Quest'ultimo, intanto, incontra Lorenzo e sua moglie, Clarice Orsini. Il Magnifico è sconcertato da Riario il quale è a conoscenza del fatto che i Medici avevano commissionato a Leonardo la costruzione di armi da guerra, e quando il nipote del Papa lo informa della volontà di candidare il loro uomo Francesco Salviati come arcivescovo di Pisa, si rende conto che Roma non avrebbe aspettato ancora a lungo per occupare Firenze ora che l'alleanza con Milano era terminata dopo l'assassinio di Sforza. Verrocchio traduce ciò che c'era scritto sul libro ebraico per Leonardo. Esso parla della "Volta Celeste", un suggerimento secondo il quale il Libro delle Lamine possa essere trovato seguendo una precisa costellazione astrale. Durante un banchetto indetto dai Medici, Riario propone a Leonardo di unirsi a lui e a Roma in cambio della completa accessibilità agli Archivi Vaticani. Da Vinci gli dà appuntamento per il giorno successivo. Leonardo tende una trappola a Riario e i suoi uomini, rifiutando di unirsi a Roma e sbaragliandoli grazie alla sua spingarda questa volta perfettamente funzionante, professando la sua fedeltà verso Firenze e al casato dei Medici sotto gli occhi di Lorenzo e Giuliano. Successivamente, Lorenzo mette al corrente Leonardo dell'esistenza di una spia all'interno di Firenze per conto di Roma, e della volontà di produrre le sue spingarde su vasta scala. Scampati all'attacco, Riario giura a Lupo Mercuri che presto Firenze cadrà sotto il dominio del Papa, mostrandogli di essere lui il possessore della seconda chiave. Studiando il libro dell'ebreo, Leonardo scopre che la Volta Celeste era una terra reale che esisteva nel loro mondo, luogo in cui avrebbero ritrovato il Libro delle Lamine.
- Guest star: Ken Bones, Tim Faraday, Grant Stimpson, Mark Sumner, Ross O'Hennessy, Andrew Brooke, Erik Madsen, Ian Pirie, David Sterne, Bill Thomas, Celyn Jones, Paul Westwood.
- Ascolti USA: telespettatori 1.040.000 – rating 18-49 anni 0,4%[5]

## Il prigioniero
- Titolo originale: The Prisoner
- Diretto da: Jamie Payne
- Scritto da: Scott M. Gimple (soggetto), Scott M. Gimple e David S. Goyer (sceneggiatura)

### Trama
A Castel Sant'Angelo, Riaro fa visita a una misteriosa figura incappucciata tenuta come prigioniero. Intanto, avendo scoperto che Lorenzo è sulle tracce della spia, Lucrezia è costretta a prendere drastici provvedimenti per la propria salvezza avvalendosi dell'aiuto degli uomini di Riario. Leonardo è impegnato sui suoi due obiettivi: scoprire dove è ubicata la Volta Celeste e produrre armi per i Medici in vista dell'assalto di Roma sempre più vicino. In piazza, una donna inizia ad avere strani comportamenti, e i presenti iniziano a ragionare sul fatto che possa essere posseduta dai demoni. Vanessa riconosce in lei una suora appartenente al convento di Sant'Antonio di cui anch'essa aveva fatto parte. La suora, sull'orlo della follia, si trafigge un occhio utilizzando la spada rubata da una delle guardie. Vanessa e Giuliano de Medici decidono dunque di recarsi al convento dopo aver sentito che anche altre suore avevano mostrato gli stessi comportamenti. Anche Leonardo, convinto da Nico, decide di recarsi sul posto. Intanto, Becchi condivide i suoi sospetti con Lorenzo, temendo che la spia fosse la stessa Clarice, moglie del Magnifico, a causa delle sue origini romane, anche se il leader del casato Medici non si mostra d'accordo. Giuliano e Leonardo giungono al convento, scoprendo che molte altre suore rasentavano gli stessi sintomi di pazzia della donna che si era suicidata in piazza, tra le quali figura anche Vanessa. Il minore dei Medici si trova subito in disaccordo con Leonardo, in quanto mentre il primo appare favorevole alla teoria dei demoni il secondo è propenso nel cercare una causa scientifica dietro quelle "possessioni". Lorenzo e Clarice vengono a confronto, e il Magnifico si rende subito conto che i sentimenti della donna, nonostante la presenza di Lucrezia nella sua vita, erano sinceri. Al convento di Sant'Antonio giunge anche Lupo Mercuri, custode degli Archivi Vaticani a Roma, vista la difficoltà di Da Vinci e Giuliano nel trovare una soluzione. Mercuri pratica degli esorcismi sulle suore possedute, pratica che però porta alla morte delle stesse. Leonardo chiede dunque ventiquattr'ore al cardinale per poter salvare Vanessa a modo suo. Furioso per le barbariche pratiche di esorcismo di Mercuri, Giuliano, tentando di intimidire il capitano Grunwald, si lascia sfuggire che Firenze stava producendo dieci spingarde a canne multiple da usare contro l'esercito di Roma. Quando anche Bertino, soldato molto religioso dei Medici, mostra gli stessi sintomi delle suore, Leonardo capisce che la presunta possessione era provocata da un fungo, Claviceps purpurea, che confondeva la mente di coloro che ne venivano a contatto orale. Le suore, come Bertino, avevano baciato il piede della statua di Sant'Antonio, proprio dove era stata posta una quantità impercettibile a occhio nudo del fungo. Da Vinci prepara immediatamente un rimedio agli effetti allucinogeni del fungo, salvando Vanessa e le altre suore. Un flashback mostra come fosse stata Lucrezia, su ordine di Riario, a contaminare la statua del santo. Poco dopo, a casa di Becchi vengono rinvenuti degli scudi romani e alcuni punti di Firenze da usare come nascondiglio. Per Lorenzo è la prova di come fosse il suo amato precettore la spia di Roma, rinchiudendolo in carcere.
- Guest star: Estella Daniels, Paul Westwood, Ian Pirie, Sean Jackson, David Sterne, Joe Claflin, Simon Armstrong, Roger Evans, Sarah Ball, Laura Rees, Tim Faraday, Jenny Rainsford, Jason Langley, Sharon Morgan, Andrew Brooke, Erik Madsen, Mark Sumner.
- Ascolti USA: telespettatori 382.000 – rating 18-49 anni 0,2%[6]

## Il mago
- Titolo originale: The Magician
- Diretto da: Jamie Payne
- Scritto da: David S. Goyer e Jami O'Brien

### Trama
Durante il tempo trascorso a dipingerne il ritratto, i sentimenti, ricambiati, di Leonardo verso Lucrezia diventano sempre più forti, mentre Giuliano tenta di convincere il fratello della buona fede di Becchi. Nel frattempo, Papa Sisto IV e il membro appartenente al casato fiorentino rivale dei Medici, Francesco de Pazzi, stringono alleanza mentre Riario uccide tutti i lavoratori della miniera di allume dei Medici, impadronendosene, lanciando un chiaro segnale di guerra a Lorenzo e Giuliano. Quest'ultimo va da Becchi, imprigionato nelle segrete, rimarcandogli la convinzione della sua innocenza, e il precettore gli prega di trovare la vera spia una volta che lui sarebbe stato giustiziato. Firenze predispone le dieci spingarde di Leonardo lungo tutto il perimetro della città nell'attesa dell'arrivo delle truppe romane guidate da Riario. Leonardo, Lorenzo e Quattrone incontrano il nipote del Papa alla periferia di Firenze. Il conte Riario, per nome del Pontefice, chiede l'accondiscendenza alla nomina di Francesco Salviati come arcivescovo di Pisa, all'assoluzione di ogni debito della Chiesa verso la Banca dei Medici e i servigi presso il Vaticano di alcuni artisti fiorentini tra i quali Sandro Botticelli e lo stesso Da Vinci. In caso contrario, le truppe romane avrebbero occupato Firenze, e nemmeno le spingarde di Leonardo, dal momento in cui ne erano state svelate il numero da Giuliano, avrebbero potuto fermarli. Riario concede un giorno ai Medici per ponderare l'offerta e Lorenzo è costretto a chiedere a Leonardo la produzione di molta più artiglieria. In cambio del suo lavoro, Clarice Orsini mostra a Da Vinci il ritratto del "Mago", ovvero il nonno di Lorenzo, Cosimo de Medici, figura a cui era legata la statuetta che tanto aveva affascinato Leonardo e che gli viene regalata dalla stessa Orsini. Giuliano chiede a Lucrezia il suo aiuto per trovare la vera spia, ignorando che proprio lei era la talpa all'interno della corte dei Medici. Il tempo concesso da Riario sta per scadere e Leonardo non ha ancora trovato un modo per respingere il numeroso esercito romano. Viene raggiunto da Lucrezia che tenta di confortarlo, e i due finiscono nuovamente a letto. L'ispirazione gli giunge vedendo andare in frantumi un melograno. Il giorno dopo, proprio quando Lorenzo è sul punto di arrendersi a Riario, Leonardo gli mostra la sua ultima invenzione: la bomba a grappolo, la quale una volta fatta scoppiare rilasciava ulteriori frammenti esplosivi in grado di abbattere anche una dozzina di nemici. Da Vinci dà una dimostrazione a Riario dell'esplosivo su scala ridotta, inducendo lui e il suo esercito a ritirarsi. Solo successivamente Leonardo confessa a Lorenzo che il suo è stato unicamente un bluff, in quanto non avrebbe potuto in una sola notte riprodurre una tale artiglieria in grande scala. Quella notte, Lucrezia si reca da Becchi, e, confessandogli di non desiderare vederlo morire agonizzando sulla forca, lo uccide pugnalandolo con una lama impregnata di un veleno proveniente dagli Archivi Vaticani che garantisce una morte rapida e indolore senza lasciare alcun segno, lasciando accanto al corpo una bottiglietta vuota in modo da farlo sembrare un suicidio. Lorenzo e Giuliano rinvengono il corpo senza vita di Becchi e, proprio come previsto da Lucrezia, ipotizzano che l'uomo abbia ingerito del veleno per togliersi la vita. Successivamente, studiando il ritratto di Cosimo de Medici, Leonardo giunge alla conclusione che il Mago era un Figlio di Mitra. L'euforia di Da Vinci dura però per poco tempo, perché durante la festa indetta dai Medici in suo onore, viene arrestato da Dragonetti su accusa da parte di Francesco de' Pazzi per sodomia.
- Guest star: Ted Allpress, Iain Mitchell, Jack Farthing, David Blackwell, Wyn Bowen Harries, Jack Baggs, James Peake, Andrew Brooke, Gareth Milton, Ross O'Hennessy, Ian Pirie, Simon Armstrong, Joe Claflin, John Cording, Tim Faraday, Simon Gregor, Nicholas Rowe, Paul Westwood.
- Ascolti USA: telespettatori 419.000 – rating 18-49 anni 0,2%[7]

## La Torre
- Titolo originale: The Tower
- Diretto da: Paul Wilmshurst
- Scritto da: Joe Ahearne

### Trama
Lorenzo e Clarice cercano di convincere il Re Ferdinando e la Regina Elisabetta di Spagna ad utilizzare la Banca dei Medici per un contributo fiscale ed economico indispensabile per la sopravvivenza di Firenze. A tale scopo, Clarice sceglie Giuliano come uomo adatto a convincerli. Il minore dei Medici decide dunque di mettere in atto una rappresentazione teatrale del Decameron per impressionare i reali di Spagna. Lorenzo non risulta favorevole a tale scelta in quanto il Decamerone avrebbe potuto presentare scene di sessualità spinta che Ferdinando e Elisabetta, ferventi cattolici credenti, non avrebbero gradito. Piero Da Vinci viene eletto come difensore del figlio Leonardo durante il suo processo riguardo alle accuse di sodomia ai danni di Jacopo Saltarelli, giovane prostituto cui Leonardo più volte aveva rifiutato di ritrarre. Piero si rende subito conto che le accuse verso Leonardo sono un complotto politico ordito da Francesco Pazzi e il suo casato, alleato di Roma, per screditarlo, per stessa rivelazione del corrotto giudice del processo. Leonardo, tramite Piero, si fa procurare da Zoroastro e Nico alcuni materiali al mercato popolare. Dopo aver rinvenuto alcuni studi sull'anatomia umana nascosti nella bottega di Verrocchio, la posizione di Leonardo si aggrava sempre di più. Il ritrovamento degli schizzi sulla statuetta dei Figli di Mitra, raffigurante, a detta del giudice, un dio pagano, spinge Francesco Pazzi nel chiedere la condanna a morte per stregoneria. Lucrezia, coinvolta nel complotto, chiede a Pazzi di risparmiare Da Vinci dal rogo. La donna chiede aiuto anche a Lorenzo, il quale però non ha intenzione di compromettere ulteriormente la sua posizione per Leonardo. Piero chiede a quest'ultimo di ammettere le proprie colpe per una riduzione della pena, ma Da Vinci non è d'accordo e si rende conto che il padre provava un tale risentimento nei suoi confronti perché gli ricordava tanto la madre, la donna che lo aveva lasciato per sparire nel nulla. Seguendo le direttive di Leonardo, Zoroastro s'intrufola nella torre in cui era prigioniero, sostituendosi a lui nella cella. Travestito da guardia, Da Vinci fugge dalla torre e cattura il giudice corrotto. Intanto, Giuliano decide di procedere per conto proprio, senza alcuna censura alla rappresentazione teatrale. In cima alla torre, Leonardo usa del collante per unire nell'atto sessuale il giudice con un maiale, sfruttando il materiale fornitogli dai suoi amici per proiettare sul cielo di Firenze l'immagine di quella sodomizzazione durante la messa in scena del Decamerone. Per evitare tale umiliazione, il giudice è costretto a firmare gli atti che liberano Leonardo da ogni accusa avanzatagli dai Pazzi. Il giorno dopo, Leonardo viene rilasciato mentre Ferdinando, ammirato dal modo in cui Lorenzo e Giuliano governavano la città senza tirannia, accetta di utilizzare la Banca dei Medici come fondo monetario del Regno di Spagna. Dopo aver ricevuto in dono da Lucrezia il proprio anello, Leonardo viene di nuovo a confronto con il Turco, che lo spinge a rievocare un ricordo della sua infanzia. Avventuratosi in una caverna, il giovane Da Vinci incontrò un uomo sofferente appeso a testa in giù: lo stesso Leonardo Da Vinci invecchiato di qualche anno.
- Guest star: Ted Allpress, Hywel Morgan, Ian Pirie, Philip Arditti, Ross O'Hennessy, Celyn Jones, Lydia Leonard, Peter Guinness, Tim Faraday, Simon Paisley Day, Paul Westwood, Simon Armstrong, Joe Claflin, Christopher Elson, John Cording, Roger Evans.
- Ascolti USA: telespettatori 464.000 – rating 18-49 anni 0,2%[8]

## Il Diavolo
- Titolo originale: The Devil
- Diretto da: Paul Wilmshurst
- Scritto da: Brian Nelson e Marco Ramirez

### Trama
Lorenzo e Piero si recano in visita dal Duca di Urbino, Federico da Montefeltro, nel tentativo di ingaggiare lui e la sua schiera di mercenari in vista dell'imminente conflitto contro Roma. Giuliano è deciso nel trovare la vera spia mentre Clarice è costretta a bere strane pozioni allo scopo di concepire un erede maschio per il Casato dei Medici dopo aver dato alla luce soltanto femmine. Alla bottega di Verrocchio, il Turco dà una missione a Leonardo: salvare Solomon Ogbai, detto l'Abissino, uno dei Figli di Mitra che aveva disegnato la mappa per raggiungere la Volta Celeste dall'altra parte del mondo. Leonardo, Zoroastro e Nico si mettono dunque in viaggio per la Valacchia allo scopo di incontrare il signore di quella terra, Vlad Tepes, colui che aveva schiavizzato l'Abissino. Federico accetta la proposta di alleanza dei Medici, mentre Leonardo e i suoi amici giungono al castello dell'"Impalatore", appellativo dato a Tepes a causa della sua passione nell'impalare i corpi dei suoi nemici nel cortile della sua fortezza. Tepes odiava in particolare i turchi dell'impero ottomano di cui era stato schiavo da bambino e qualsiasi altro individuo di "sangue meticcio". Con la scusa di approfondire un discorso diplomatico per conto dei Medici, i tre riescono ad essere accolti da Tepes nel suo castello. Lucrezia, nel frattempo, informa Sisto IV dell'imminente alleanza tra i Medici e il ducato di Urbino. Giuliano ha una grande occasione per scoprire l'identità della spia quando apprende dal capitano Dragonetti che ogni persona di Firenze la quale aveva violato il coprifuoco era segnata sul suo taccuino. Colpito dagli spettacoli pirotecnici di Leonardo, Tepes gli confida che durante la sua schiavitù aveva fatto un patto col diavolo in modo da liberarsi della propria anima e rendersi immortale: nulla era in grado di ucciderlo. Il signore di Valacchia mostra loro le torture cui lo divertiva infliggere ai suoi prigionieri turchi, confidando a Leonardo della presenza dell'Abissino, loro capo, nella sua stanza. Sfruttando del sonnifero infuso nel liquore, Leonardo fa in modo che tutti i residenti del castello perdano i sensi mentre lui e i suoi amici corrono a salvare l'Abissino. I tre liberano l'uomo, ma si rendono conto che tutti erano caduti nella loro trappola del sonnifero tranne Vlad Tepes, che li raggiunge poco dopo. Il gruppo inizia a combatterlo, ma Tepes è immortale e loro ogni tentativo di ucciderlo è vano. Leonardo, grazie al suo ingegno nell'uso pirotecnico, fa precipitare il signore di Valacchia dal piano più alto del castello, approfittandone per fuggire insieme all'Abissino. A Roma, Riario dà ordine al capitano Grunwald di uccidere Lucrezia, la cui posizione era ormai compromessa per i suoi sentimenti verso Da Vinci. Allo scopo di ricucire lo strappo con il casato dei Pazzi, Lorenzo suggerisce di combinare il matrimonio di suo fratello Giuliano con Camilla Pazzi. Una volta lontani dal castello di Tepes, Leonardo si rende conto che le ferite dell'Abissino inferte dalle torture dell'Impalatore erano ormai troppo profonde per poter essere curate. Solomon gli svela che la seconda chiave era nascosta a Roma e che avrebbe potuto decifrare la mappa per la Volta grazie a dei codici tatuati sulla sua pelle. La Volta era situata su un antico picco, in una città di pietra, il Palo del Gancio del Sole. La madre di Da Vinci, Caterina, era ancora viva e custodiva il Libro delle Lamine per conto dei Figli di Mitra. L'Abissino, dopo queste parole, muore al capezzale di Leonardo, Nico e Zoroastro.
- Guest star: Garnon Davies, Simon Gregor, Gilbert Wynne, Ian Pirie, Jason Langley, Andrew Brooke, Asha Cecil, David Sturzaker, Ross O'Hennessy.
- Ascolti USA: telespettatori 548.000 – rating 18-49 anni 0,2%[9]

## Il Papa
- Titolo originale: The Hierophant
- Diretto da: Michael J. Bassett
- Scritto da: Sarah Goldfinger e Corey Reed

### Trama
Leonardo, Zoroastro e Nico sono a Roma per trovare la seconda chiave, spiando il conte Riario in visita alla tomba di una donna chiamata Celia Lysimachus. I tre progettano di intrufolarsi negli Archivi Vaticani attraversando Castel Sant'Angelo. A Firenze, I Pazzi organizzano una festa per celebrare il matrimonio tra Camilla e Giuliano. Quest'ultimo, attratto sempre di più da Vanessa, non è d'accordo all'idea di sposarsi ma per il bene della sua città alla fine decide di desistere. L'unico modo per accedere al Vaticano sono le fogne e Da Vinci costruisce una muta da palombaro grazie alla quale s'immerge in acqua assistito da Nico e Zoroastro che gli pompano l'ossigeno dalla barca. Vanessa e Giuliano consumano alla fine il loro amore passando una notte insieme in una taverna. Giuliano scopre che sui registri del coprifuoco del capitano Dragonetti c'è il simbolo dei gemelli che corrisponde a Lucrezia Donati e parte alla sua ricerca a Siena, città in cui la donna aveva dichiarato di recarsi. Nel frattempo Sisto IV ha chiamato da Urbino Federico da Montefeltro e lo convince a voltare le spalle ai Medici per combattere per la sua causa mentre a Firenze Francesco de' Pazzi insieme al cardinale Orsini, fratello di Clarice, Dragonetti, e altri uomini organizza una congiura ai danni dei Medici, progettando di ucciderli per avvelenamento in modo da prendere il loro posto alla guida di Firenze. A Roma, Leonardo risale le fogne per trovarsi direttamente al cospetto del Papa Sisto IV nel suo bagno privato. Da Vinci lo esorta minacciandolo a seguirlo nel passaggio che conduce agli Archivi dalla sede pontificia. A Siena, Giuliano non riesce a trovare Lucrezia, la quale era stata nascosta dalla sua zia Anna Donati, che le consiglia di cercare aiuto a Firenze. Sisto IV offre a Leonardo la completa accessibilità agli Archivi Vaticani in cambio della fedeltà verso la Chiesa, ma quando Da Vinci si rende conto che il Papa desiderava tenere il mondo all'oscuro delle conoscenze contenute nel Libro delle Lamine, rifiuta la sua proposta. Federico da Montefeltro e Riario si accorgono dell'incursione di Leonardo nella santa sede, costringendolo a combattere contro il duca di Urbino. Zoroastro intanto fa risalire il palombaro credendo che sia Leonardo, ma è in realtà il conte Riario che tenta di ucciderlo. Riario non si avvede però della presenza di Nico, che lo colpisce alla testa, tramortendolo e scoprendo che proprio lui aveva la seconda chiave che stavano cercando. Da Vinci fuggendo incontra l'uomo incappucciato tenuto prigioniero a Castel Sant'Angelo. L'uomo si rivela essere il padre di Lucrezia Donati. Tale incontro gli fa capire che Lucrezia agiva come spia di Roma per salvare il padre imprigionato. Dopo essere scappato da Castel' Sant'Angelo, Leonardo torna dai suoi amici che gli mostrano Riario legato. Leonardo decide di lasciarlo in vita ma di appropriarsi della sua chiave, e Riario gli promette che un giorno si sarebbe vendicato. Nel frattempo, Lucrezia viene sorpresa sulla strada di ritorno a Firenze dai sicari di Roma, incaricati di ucciderla. La donna, sul punto di essere giustiziata sulla riva di un fiume, viene raggiunta da Giuliano e i suoi uomini. Il minore dei Medici viene a sapere dai sicari del tradimento di Lucrezia verso Firenze e dell'imminente congiura dei Pazzi ai suoi danni e di suo fratello Lorenzo. Il combattimento contro i sicari costa la vita a Bertino e Giuliano, in preda alla furia, fronteggia finalmente la vera spia di Roma. Lucrezia, per sfuggirgli, lo pugnala allo stomaco. Il corpo esanime di Giuliano viene così trasportato via dalla corrente del fiume.
- Guest star: Nicholas Rowe, David Sturzaker, Tony Wreddon, Paul Westwood, Ian Pirie, Tim Faraday, Jason Langley, Ross O'Hennessy, Stephen Marzella, Tom Oliver Cornish, Ben Loyd-Holmes, John Cording, Fiona Dolman, Ian Conningham, Bradley Freegard.
- Ascolti USA: telespettatori 451.000 – rating 18-49 anni 0,2%[10]

## Gli Amanti
- Titolo originale: The Lovers
- Diretto da: Michael J. Bassett
- Scritto da: David S. Goyer (soggetto), Brian Nelson e Corey Reed (sceneggiatura)

### Trama
Un flashback mostra Costantinopoli, 13 anni prima. Cosimo de' Medici viene incaricato dal Turco Al-Rahim, l'Abissino Solomon Ogbai e l'ebreo di custodire un astrolabio fin quando non verrà un giovane uomo chiamato Leonardo Da Vinci a cercarlo. Intanto, Da Vinci giunge di nuovo al cospetto di Al-Rahim, mostrandogli le due chiavi unirsi per diventarne una unica. Alla festa di fidanzamento tra Giuliano de Medici e Camilla Pazzi, l'assenza del fratello minore di Lorenzo fa rinviare i piani dei Pazzi e di Riario di uccidere i leader di Firenze. Al-Rahim avverte Leonardo di una nave chiamata Basilisco ormeggiata a Pisa sulla quale lui dovrà salire per dirigerla verso il Nuovo Mondo dov'era situata la Volta Celeste sfruttando le sue conoscenze nautiche e l'aiuto di un astrolabio, oggetto nascosto all'interno della tomba di Cosimo de Medici che solo lui sarebbe stato in grado di ritrovare. Intanto, Vanessa scopre di aspettare un bambino da Giuliano. Lorenzo dà ordine al capitano Dragonetti di ritrovare suo fratello disperso, ignorando il fatto che l'uomo era dalla parte dei Pazzi. Il fiume aveva portato Giuliano presso la casa di un'emerita che ne aveva guarito la ferita inferta dal pugnale di Lucrezia. Leonardo confida a Verrocchio che presto sarebbe partito per il Nuovo Mondo, e insieme a lui risolve l'enigma della tomba di Cosimo, ottenendo l'astrolabio descrittogli dal Turco. Lorenzo non è felice della decisione presa da Leonardo di partire, lasciando Firenze in balia di Roma alleatasi con il ducato di Urbino. Giuliano viene trovato dal congiurato Dragonetti, portando Riario alla decisione di avvelenare Lorenzo e la sua famiglia durante la messa di Pasqua che si sarebbe tenuta il giorno seguente, utilizzando delle ostie contaminate dai preti congiurati Maffei e Bagnone, mentre di Giuliano se ne sarebbe occupato Dragonetti. Quest'ultimo però decide alla fine di schierarsi nuovamente dalla parte dei Medici, mettendo al corrente Giuliano sui piani degli altri congiurati e di recarsi insieme a Firenze per avvertire Lorenzo. Leonardo torna nel suo studio e trova Lucrezia che gli chiede perdono per le azioni che era stato costretta a compiere. L'amore tra i due non è mai finito del tutto, ma Leonardo decide di partire lo stesso a bordo del Basilisco nonostante la supplica di Lucrezia di restare ora che il conflitto tra i Pazzi e i Medici si sarebbe scatenato senza risparmiare nessuno. A Castel Sant'Angelo, Papa Sisto IV confida al padre di Lucrezia di voler assoggettare tutti gli stati indipendenti della penisola italiana per rivolgersi successivamente alla guerra santa contro l'Impero Ottomano. Viene rivelato che i due uomini sono in realtà fratelli. Appena prima di salire sul Basilisco, Leonardo decide infine di tornare indietro per aiutare i Medici, affidando a Nico e Zoroastro la missione di ritardare la partenza della nave fino al suo ritorno. La messa di Pasqua viene celebrata davanti all'intera popolazione di Firenze e, poco prima che vengano date le ostie avvelenate a Lorenzo e la sua famiglia, le porte della Chiesa vengono spalancate da Giuliano e Dragonetti, i quali accusano i Pazzi di cospirare con Roma per la caduta dei Medici: è l'inizio della congiura dei Pazzi. Nella chiesa si scatena la lotta tra i Medici e i congiurati, mentre sulla scena accorre anche Lucrezia Donati. Giuliano si batte valorosamente ma cade sotto gli attacchi alle spalle di padre Maffei e padre Stefano da Bagnone. Il più giovane dei Medici muore tra le braccia di Vanessa che, in lacrime, gli confessa di aspettare un figlio da lui. Lorenzo duella con Francesco Pazzi per dare il tempo a Clarice e le loro figlie di fuggire. La donna viene ignorata dal fratello, il cardinale Orsini, uno dei congiurati, venendo di conseguenza raggiunta dai due preti che avevano assassinato Giuliano. L'intervento di Lucrezia, che uccide padre Maffei, le salva però la vita. Il conte Riario prende in ostaggio la cugina Donati, mentre Clarice viene salvata dal capitano Dragonetti, il quale decide di lasciare Lucrezia nelle mani del conte confessandole che era lei la spia al soldo di Roma. Lorenzo, intanto, viene ferito mortalmente alla gola da Francesco Pazzi, ma viene salvato dal colpo di grazia da Leonardo, tornato a Firenze. Da Vinci e Lorenzo si barricano in sagrestia, e qui il Magnifico scopre in possesso del suo ingegnere militare l'anello appartenuto a Lucrezia, capendo che i due erano amanti. Lorenzo gli promette che, semmai si fosse salvato, avrebbe ucciso entrambi mentre all'esterno il conte Riario fa esplodere la porta della sagrestia con una spingarda.
- Guest star: Patrick Godfrey, Ken Bones, Ben Loyd-Holmes, Stephen Marzella, Andrew Brooke, Ian Pirie, David Sturzaker, Nicholas Rowe, John Cording, Mary Jo Randle, Mark Sumner, Tim Faraday, Jason Langley, Sean Baker, Geoffrey Newland, Nicholas Asbury, Ross O'Hennessy, David Sterne.
- Ascolti USA: telespettatori 379.000 – rating 18-49 anni 0,1%[11]